# J:морс
J:морс — білоруський рок-гурт, заснований 1999 року Владіміром Пугачем, Артьомом Лєдовськім та Романом Орловим.

### Передісторія групи
Група називалася "No Logo". Це був дует студентів-юристів Володимира Пугача та Артьома Лєдовського. 1999 року до них приєднався гітарист Роман Орлов, який запропонував змінити назву. Внаслідок довгих мук (за іншою версією — випадково) було обрано слово «морс», до якого додали літеру «J». Існує версія, що назва гурту пов'язана з ім'ям гітариста групи «Deep Purple» Стівом Дж. Морсом (Steve J. Morse).

## Дискографія
- 2000 Ассорти
- 2001 LSD или чай?
- 2002 Web-дизайн (макси-сингл)
- 2004 Montevideo
- 2004 100 дорог
- 2005 Апрель
- 2005 Мое солнце. Правдивая история 2000-2005 (збірка)
- 2006 Апрель (перевидання)
- 2006 Босиком по мостовой
- 2007 Ледоколы LIVE
- 2007 Адлегласць
- 2009 Аквамарин
- 2010 Электричество
- 2015 Воздух
- 2020 Здравствуй

## Корисні посилання
- Офіційна домашня сторінка [Архівовано 21 липня 2010 у Wayback Machine.]
- Офіційний фан-клуб
- Неофіційний сайт [Архівовано 6 січня 2011 у Wayback Machine.]